# Караосманоглу Альп
Альп Караосманоглу (тур. Alp Karaosmanoglu, * 12 лютого 1943, Іл Маніса, Туреччина) — турецький дипломат. Надзвичайний і Повноважний Посол Туреччини в Україні в 1997—2001.

## Біографія
Народився 12 лютого 1943 в Манісі. 
У 1964 закінчив Лозаннський університет.
З 1971 по 1973 — 3-й секретар Департаменту Кіпру та Греції МЗС Туреччини.
З 1973 по 1976 — 2-й секретар посольства Туреччини у Парижі (Франція).
З 1976 по 1978 — 1-й секретар посольства Туреччини у Кабулі (Афганістан).
З 1978 по 1980 — завідувач відділу Департаменту країн Середнього Сходу МЗС Туреччини.
З 1980 по 1984 — радник посольства Туреччини в Тунісі.
З 1984 по 1986 — директор Департаменту Ради Європи МЗС Туреччини.
З 1986 по 1988 — директор Департаменту країн Східної Європи МЗС Туреччини.
З 1988 по 1993 — генеральний консул Туреччини в Брюсселі (Бельгія).
З 1993 по 1994 — консультант МЗС Туреччини.
З 1994 по 1997 — помічник генерального директора Департаменту країн СНД МЗС Туреччини.
З 1997 по 2002 — Надзвичайний і Повноважний Посол Туреччини в Україні.